# Ehrlichia ruminantium
 Mise en garde médicale
Ehrlichia ruminantium (anciennement Cowdria ruminantium) est une protéobactérie coccique, intracellulaire obligatoire, à Gram négatif, appartenant à l’ordre des Rickettsiales et à la famille des Anaplasmataceae. Elle est responsable de la cowdriose.
Les tiques du genre Amblyomma sont les vecteurs de cette bactérie. Des cas d'infections zoonotiques par E. ruminantium, similaires à d'autres espèces d'Ehrlichia, telles que celles qui causent l'ehrlichiose humaine, ont été signalés,,. C'est une maladie émergente chez l'humain.

## Histoire
La cowdriose provoquée par Ehrlichia ruminantium a été décrite pour la première fois en 1838 dans le journal personnel de Louis Trichardt, un Voortrekker en Afrique du Sud. Trichardt y a précisé qu'une majorité des moutons environnants étaient morts environ trois semaines après l'observation d'une importante infestation de tiques.
Dans un témoignage de 1877 à la Commission du Cap de Bonne-Espérance sur les maladies des moutons et des chèvres, l'éleveur J Webb a déclaré que l'apparition de tiques dans sa ferme 8 ou 9 ans plus tôt correspondait à l'apparition d'une maladie mortelle dans son bétail. Webb a rapporté avoir ouvert la poitrine des victimes et découvert que le « sac de cœur » était rempli de liquide.
« Le rôle de vecteurs des tiques a été élucidé en 1900 ». La bactérie elle-même n'est isolée et identifiée qu'en 1925.
La maladie a atteint les îles des Caraïbes pour la première fois en 1980.
Son génome est complètement séquencé en 2005. La bactérie se distingue par une importante variabilité génétique, qui rend difficile l'élaboration d'un vaccin durablement efficace.

## Distribution
La maladie est endémique en Afrique sub-saharienne, mais peut être trouvée partout où les tiques Amblyomma sont présentes. Les principales zones de préoccupation pour la maladie comprennent également Madagascar, Maurice, Zanzibar, les îles Comores et Sao Tomé. La cowdriose a été observée sur trois des îles des Caraïbes, la Guadeloupe, Marie-Galante et Antigua.
Dans les Caraïbes, au moins, le Héron garde-bœufs a été impliquée dans la propagation de la cowdriose, depuis qu'elle a colonisé les îles dans les années 1950.

## Hôtes
Presque tous les bovidés sont sensibles à cette maladie, mais avec une sensibilité variable, le Zubu et le buffle d'eau semblant être les plus résistants. Les espèces les plus sensibles à la l'infection par Ehrlichia ruminantium semblent être les chèvres,,. Le buffle sud-africain, le bleskbok, le gnou noir, la pintade casquée, la tortue léopard et le lièvre des broussailles sont connus pour héberger la cowdriose de manière asymptomatique, jouant donc probablement le rôle de réservoir pour le microbe et ses tiques vectrices.

### Hôtes expérimentaux non-ruminants
En laboratoire, des non-ruminants tels que des furets, des souris de laboratoire et des mulots à quatre bandes ont montré une sensibilité à la maladie.

### Signes cliniques
La maladie clinique est plus fréquente chez les jeunes animaux et les races non-autochtones.
Les signes cliniques de la maladie sont causés par une perméabilité vasculaire accrue et un œdème et l'hypovolémie qui en résultent.
Les symptômes comprennent :
- des signes neurologiques (tremblements, pression sur la tête),
- des signes respiratoires (toux, écoulement nasal
- des signes systémiques (fièvre, perte d'appétit) ; l'examen physique peut révéler des pétéchies sur les muqueuses, une tachycardie et des bruits cardiaques étouffés.

La cowdriose quand elle n'est pas mortelle, peut laisser des séquelles reproductives et gastro-intestinales.

## Diagnostic

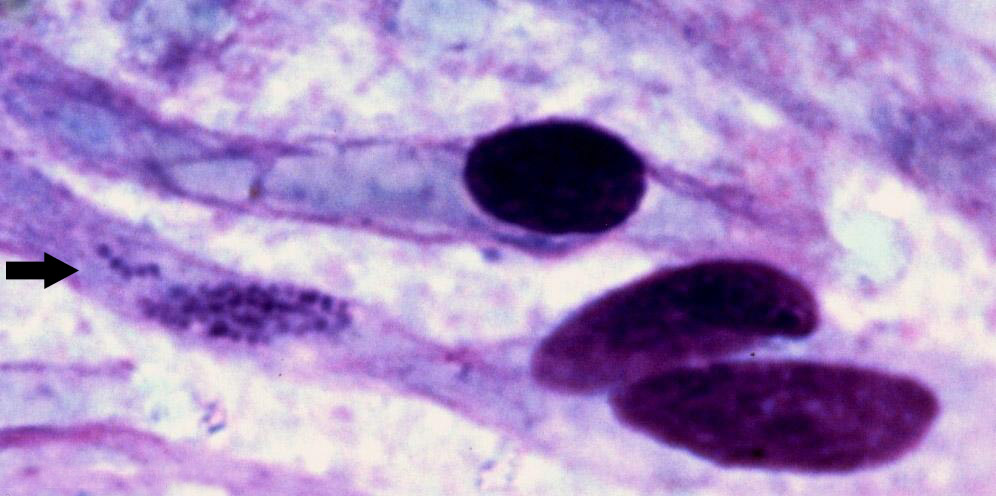
Bactérie Ehrlichia ruminantium dans le cerveau d'un mouton mort en Afrique

Lors de l'autopsie, un transsudat jaune clair, qui coagule au contact de l'air est souvent trouvé dans le thorax, le péricarde et l'abdomen. La plupart des cas mortels présentent un hydropéricarde (qui donne à la maladie son nom commun anglais). L'œdème pulmonaire et la congestion des muqueuses sont régulièrement observés avec un liquide mousseux dans les voies respiratoires et les surfaces des poumons tranchées à l'autopsie. Pour diagnostiquer définitivement la maladie, C. ruminantium doit être mis en évidence soit dans des préparations d'hippocampe sous coloration de Giemsa, soit par histopathologie cérébrale ou rénale.

## Traitement et contrôle
Aux premiers stades de la maladie, les animaux peuvent être traités avec des sulfamides et des tétracyclines,.
En cas de maladie avancée, le pronostic est mauvais. Les tétracyclines peuvent également être utilisées à titre prophylactique quand des animaux sont introduits dans une zone endémique de cowdriose.
Lutte antivectorielle : les ectoparasiticides, utilisés sous forme de bains, peuvent être utilisés pour réduire l'exposition des animaux aux tiques Amblyoma. Dans les zones endémiques pour la cowdriose, l'utilisation de trempage, permet probablement d'aussi détruire d'autres tiques d'animaux domestiques telles que les espèces Rhipicephalus (Boophilus) et Hyalomma, ce qui contribue généralement au contrôle des vecteurs d'E. ruminantium.

### Vaccins
Le vaccin commercial actuel est un vaccin sanguin vivant administré par voie intraveineuse (mais on a montré en 2020 que la voie intramusculaire est également efficace) ; il utilise Ehrlichia ruminantium vivant (issu du sang de moutons infectés). Ce vaccin protège les animaux, y compris jeunes, mais il implique un traitement antibiotique contre la maladie après la vaccination. En outre, il ne protège pas contre tous les isolats sud-africains.
Plusieurs vaccins expérimentaux sont en cours de développement, par exemple les vaccins à ADN atténué, recombinant et multi-épitope,.

## Mortalité
Selon l'espèce animale concerné, le taux de mortalité varie de 5 % à 90 %.
La mortalité semble la plus élevée chez les espèces ovines et caprines, mais ce n'est pas toujours le cas (certaines espèces ovines telles que l'Afrikaner ont des taux de mortalité ne dépassant pas 6 %).

## Statut mondial
La cowdriose est une maladie à déclaration obligatoire ; elle doit être déclarée à l'Organisation mondiale de la santé animale (OIE).

### États-Unis
Le département américain de l'Agriculture estime qu'une épidémie aux États-Unis pourrait coûter à l'industrie de l'élevage jusqu'à 762 millions de dollars de pertes par an. On craint que la tique porteuse de la maladie soit transportée par des oiseaux migrateurs des Caraïbes vers au moins la Floride. Les États-Unis ont préparé un plan de réponse pour atténuer les dommages et contenir toute propagation détectée.